# 鈴木岩治郎
鈴木 岩治郎（すずき いわじろう、1837年8月17日〈天保8年7月17日〉 - 1894年〈明治27年〉6月16日）は、明治の実業家。鈴木商店創業者。
生まれ年については天保10年説がある。名前について岩次郎と表記している資料もある。
二代目鈴木岩治郎（1877-1945)は長男。三男は帝国人造絹絲・太陽曹達の初代社長の鈴木岩蔵。

## 初代鈴木岩治郎
武蔵国川越（現埼玉県川越市）の足軽の次男として生まれる。生後すぐに魚屋に養子に出されるが12歳頃に養子先から出て菓子商の丁稚となる。その後神戸、長崎へ菓子屋奉公をしながら移り住み、大阪の米雑穀問屋の辰巳屋の下働きとなる。辰巳屋は小間物商から始まり、砂糖商としても成功しており、1874年（明治7年）に店の一つを譲り受け神戸に鈴木商店を開業。
1877年（明治10年）に、姫路銀行の頭取岡玖平の媒介で姫路の漆商丹波屋の娘である西田よねと結婚。よねは再婚であった。1882年（明治15年）に神戸石油商会を設立、樟脳、ハッカと商いを広げていった。1886年(明治19年)には神戸有力八大貿易商のひとつにまで発展した。
神戸の砂糖は当時、香港のバターフィールドとジャーディン・マセソンの砂糖の輸入に限られ、神戸外国人居留地の代理店を通し、辰巳屋女婿の藤田助七ら特定販売人に独占されていたため、岩治郎は両替商などをしていたが、明治21年頃に香港市場から一千俵の砂糖を買入れ、精糖の直輸入を始める。
1891年（明治24年）に神戸商業会議所議員に当選。
1894年（明治27年）に病気で急逝。その後、遺されたよねが金子直吉らと鈴木商店を世界的企業に成長させていくこととなる。

## 二代目鈴木岩治郎
1877年（明治10年）に初代とよねの長男・徳治郎として生まれる。初代の没後、家督を継いで二代目鈴木岩治郎となる。1923年（大正12年）に、台湾銀行の主導により鈴木商店は持株会社的な「鈴木合名会社」と事業会社としての「株式会社鈴木商店」に分割され、二代目岩治郎は「鈴木合名」の筆頭理事社員、「株式鈴木」の副社長に就任。
1918年（大正7年）、柳原義光を社長に担ぎ上げ、鈴木商店幹部の金子直吉らとともに大正生命保険会社重役に就任。1919年（大正8年）には、台湾に不動産開発の日本拓殖株式会社を設立。
1926年（昭和元年）時点で、鈴木グループ各社（神戸製鋼所、沖見初炭鉱、日本教育生命保険、東洋燐寸、大正生命、日本拓殖、帝国汽船、浪華倉庫、日本商業）の役員を兼任していた。

## その他
- 1929年（昭和4年）9月28日 - フランス:レジオンドヌール勲章シュヴァリエ（妻：鈴木よね授章）[11]

## 補足
1. ↑  双日の沿革紹介、日本工業倶楽部編『日本の実業家』では「岩治郎」。神戸大学経済学部教授加護野忠男は2005年11月23日付日本経済新聞の文中で「岩次郎」としている。
2. 1 2 3 4  鈴木岩治郎（2代目）鈴木商店記念館
3. ↑  鈴木岩蔵鈴木商店記念館
4. ↑  1870年（明治3年）とする資料がある。
5. 1 2 3  砂糖の巻（一〜二十四）今昔物語神戸新聞 1923.7.7-1923.8.4
6. ↑  辰巳屋恒七（松原恒七）の人となり鈴木商店記念館
7. ↑  鈴木岩治郎鈴木商店記念館
8. ↑  大発展を為しつつある大正生命保険会社大阪毎日新聞 1918.12.19
9. ↑  日本拓殖内容　目論見書より見たる台湾日日新報（新聞） 1919.10.8
10. ↑  日本拓殖による不動産開発鈴木商店記念館
11. ↑  『官報』第828号「叙任及辞令」1929年10月1日。